# Champaner-Pavagadh
Der Archäologische Park Champaner-Pavagadh ist ein archäologischer Park im Distrikt Panchmahal im Bundesstaat Gujarat in Indien, der seit 2004 von der UNESCO als Weltkulturerbe eingestuft wird. Er umfasst prähistorische (chalkolithische) Stätten, eine Hügelfestung einer frühen Hindu-Hauptstadt und Überreste einer Stadt aus dem 16. Jahrhundert.
Die Stätte enthält die einzige vollständige und unveränderte islamische Stadt aus der Zeit vor den Moguln. Der Kalikamata-Tempel auf dem Pavagadh-Hügel, einer vulkanischen Formation, die sich 800 m über der umliegenden Ebene erhebt, ist ein bedeutendes Pilgerheiligtum und zieht das ganze Jahr über zahlreiche Gläubige an.

## Geschichte
Im 13. Jahrhundert eroberten die Khichi-Chauhan-Rajputen das Gebiet und errichteten eine Siedlung auf dem Pavagadh-Hügel mit Festungsmauern auf dem Plateau darunter. Zu den Überresten dieser Zeit zählen Tempel und Wasserrückhaltesysteme. 1484 eroberten türkische Herrscher die Festung und machten sie zur Hauptstadt. Champaner am Fuße des Hügels wurde wiederaufgebaut und diente bis zur Aufgabe im Jahr 1536 als Hauptstadt von Gujarat.

## Architektur und Kulturgüter
Auf dem weitläufigen Gelände, das aus zwölf verschiedenen Bereichen besteht, befinden sich Überreste von Befestigungsanlagen, Palästen, religiösen Gebäuden, Wohnvierteln und Wasseranlagen aus dem 8. bis 14. Jahrhundert sowie das Dorf Champaner. Trotz vieler verschütteter und nicht ausgegrabener Teile sind die wesentlichen Merkmale einer Stadt wie königliche Güter, Versorgungseinrichtungen und religiöse Gebäude noch erkennbar.
Wichtige Bauwerke
- Große Moschee: hatte starken Einfluss auf die spätere Moscheenarchitektur in Indien
- Tempel der Kalika Mata: brahmanischer Tempel auf dem Pavagadh-Hügel, der Pilger aus Gujarat und anderen Teilen des Landes anzieht. Kalika Mata ist die Schutzgöttin des Hügels.[1]

Die Tempel und Wasserreservoirs aus dem 14. Jahrhundert sind Vertreter hinduistisch-islamischer Architektur.